# 160
160（百六十、ひゃくろくじゅう）は自然数、また整数において、159の次で161の前の数である。

## 性質
- 160は合成数であり、約数は 1, 2, 4, 5, 8, 10, 16, 20, 32, 40, 80, 160 である。
  - 約数の和は378。
    - 36番目の過剰数である。1つ前は156、次は162。

  - 約数を12個もつ12番目の数である。1つ前は156、次は198。
    - 約数を n 個もつ n 番目の数である。1つ前は819628286980801。次は22563490300366186081。(オンライン整数列大辞典の数列 A073916)
- 正十八角形の内角は160°である。
  - 正 n 角形において内角が度数法で整数になる10番目の角度である。1つ前は156°、次は162°。(オンライン整数列大辞典の数列 A110546)
- 1602 + 1 = 25601 であり、n2 + 1 の形で素数を生む30番目の数である。1つ前は156、次は170。
- 160 = 2 + 3 + 5 + 7 + 11 + 13 + 17 + 19 + 23 + 29 + 31
  - 連続素数の和で表される11番目の数である。1つ前は129、次は197。
- 160 = 23 + 33 + 53
  - 連続素数の立方和で表せる3番目の数である。1つ前は35、次は503。
  - 3連続素数の立方和で表せる最小の数である。次は495。
  - 3つの正の数の立方数の和1通りで表せる24番目の数である。1つ前は155、次は179。(オンライン整数列大辞典の数列 A025395)
  - 異なる3つの正の数の立方数の和1通りで表せる7番目の数である。1つ前は153、次は190。(オンライン整数列大辞典の数列 A025399)
  - n = 3 のときの 2n + 3n + 5n の値とみたとき1つ前は38、次は722。(オンライン整数列大辞典の数列 A074527)
  - 160 = (5−1/2)3 + (7−1/2)3 + (11−1/2)3
  - 素数 p = 3 のときの 2p + 3p + 5p の値とみたとき1つ前は38、次は3400。(オンライン整数列大辞典の数列 A135176)
- 1/160 = 0.00625
  - 逆数が有限小数になる17番目の数である。1つ前は128、次は200。(オンライン整数列大辞典の数列 A003592)
    - 三桁の自然数の逆数が有限小数になるものは他に 1/100 , 1/125 , 1/128 , 1/160 , 1/200 , 1/250 , 1/256 , 1/320 , 1/400 , 1/500 , 1/512 , 1/625 , 1/640 , 1/800 がある。
- 約数の和が160になる数は1個ある。(133) 約数の和1個で表せる35番目の数である。1つ前は158、次は162。
- 各位の和が7になる15番目の数である。1つ前は151、次は205。
- 160 = 5 × 25
  - n = 5 のときの n × 2n の値とみたとき1つ前は64、次は384。(オンライン整数列大辞典の数列 A036289)
  - n = 5 のときの 5 × 2n の値とみたとき1つ前は80、次は320。(オンライン整数列大辞典の数列 A020714)
  - p5 × q の形で表せる2番目の数である。1つ前は96、次は224。(オンライン整数列大辞典の数列 A178740)
  - 160 = 10 × 42
    - n = 4 のときの 10n2 の値とみたとき1つ前は90、次は250。(オンライン整数列大辞典の数列 A033583)
    - n = 2 のときの 10 × 4n の値とみたとき1つ前は40、次は640。(オンライン整数列大辞典の数列 A002066)
- 160 = 42 + 122
  - 異なる2つの平方数の和で表せる48番目の数である。1つ前は157、次は164。(オンライン整数列大辞典の数列 A004431)
- n = 160 のとき n と n − 1 を並べた数を作ると素数になる。n と n − 1 を並べた数が素数になる19番目の数である。1つ前は154、次は172。(オンライン整数列大辞典の数列 A054211)
- 160 = 132 − 9
  - n = 13 のときの n2 − 9 の値とみたとき1つ前は135、次は187。(オンライン整数列大辞典の数列 A028560)
- 160 = 142 − 36
  - n = 14 のときの n2 − 36 の値とみたとき1つ前は133、次は189。(オンライン整数列大辞典の数列 A098847)

## その他 160 に関連すること
- 西暦160年
- 第160代ローマ教皇はダマスス2世（在位：1099年8月13日～1118年1月21日）である。
- 年始から160日目の日付は6月9日（閏年だと6月8日）。
- 大相撲の三段目の定員は、現行制度では付出を除けば160人である。